# Rodziny w misji
Rodziny w misji – rodziny z Drogi neokatechumenalnej, które na prośbę biskupów osiedlają się w rejonach zdechrystianizowanych lub tam, gdzie to jest konieczne. Rodzinom w misji towarzyszy zawsze prezbiter. Obecnie na świecie jest posłanych ponad 800 rodzin w misji.

## Rodziny w misji według Statutu Drogi
Statut Drogi neokatechumenalnej w Art. 33 mówi o rodzinach w misji:
§ 1. Realizacja Drogi Neokatechumenalnej może być wspomagana przez rodziny w misji, które na prośbę Biskupów osiedlają się w rejonach zdechrystianizowanych lub tam, gdzie konieczna jest implantatio ecclesiæ.
§ 2. Rodziny te są wskazane przez Ekipę Odpowiedzialną za Drogę podczas odpowiednich konwiwencji, spośród tych rodzin, które dobrowolnie zgłosiły swoją gotowość udania się dokądkolwiek, po rozważeniu, z ufnością w Panu, zarówno potrzeb Kościoła, jak i braku przeszkód dla własnej rodziny. Są one zazwyczaj rozesłane przez swojego Biskupa podczas odpowiedniej celebracji.
§ 3. Rodzina w misji pozostaje złączona ze swoją parafią i wspólnotą, do której powraca, co pewien czas, aby uczestniczyć w drodze swojej wspólnoty. Ponadto zgadza się przeżywać swoją misję w kruchości – wspomagana ewentualnie przez macierzystą wspólnotę – pozostając wolną, by przerwać ją w każdej chwili. 

## Historia
Pierwsze trzy rodziny z Drogi Neokatechumenalnej dla nowej ewangelizacji posłał Jan Paweł II 15 stycznia 1986 r. do Hamburga, Strasburga i Oulu. Następnie Jan Paweł II przewodniczył jeszcze kilku celebracjom rozesłania rodzin na misję m.in. w 1994 i 1998.
Benedykt XVI rozesłał rodziny na misję w 2006, 2009 i ostatnio 17 stycznia 2011, kiedy to posłał na misję 230 nowych rodzin.